# Asja
Asja (Russisch: Аша) is een stad in de westelijkste punt van de in westelijke richting uitstekende strook van de Russische oblast Tsjeljabinsk dat het bestuurlijk centrum vormt van het district Asjinski. De stad ligt op de westelijke hellingen van de Zuidelijke Oeral aan de voet van de Karataoerug aan de instroom van de Asjarivier in de Sim (zijrivier van de Belaja) op 377 kilometer ten westen van Tsjeljabinsk. De stad telde ongeveer 34.000 inwoners in 2002.

## Geschiedenis
De plaats ontstond in 1898 bij de bouw van een gietijzersmelterij. Deze Nikolaj- of Ileksifabriek werd door de eigenaren van de mijnbouwregio rond de Simrivier, Ivan en Nikolaj Balasjov, verplaatst vanaf een andere plaats, omdat de locatie van Asja meer op zou brengen. Het besluit tot de verplaatsing werd genomen nadat tussen 1888 en 1890 de spoorlijn van Samara naar Zlato-oest hierlangs werd gelegd en zo erts vanaf de mijnen van Bakal eenvoudig erheen en eindproducten eenvoudig afgevoerd konden worden.
Op 20 juni 1933 kreeg het de status van stad en in 1963 werd het onder jurisdictie van de oblast geplaatst.
Voor de betekenis van de naam bestaan twee verklaringen. Een daarvan beschouwt het als een toponiem vanuit het gezichtspunt van de lokale omgeving, waarbij het Turkse asj of as ("overkomen", "passeren", "oversteken" (door de bergen)) wordt verbonden met de rivier de Asja ("haar weg banend door de bergen"). De andere verklaring verbindt de naam van de rivier met de familiebenaming assy, as, asja, die tot de Basjkierse Katai-stam behoorde.

## Economie
In de stad bevinden zich metallurgische fabriek (metallurgische fabriek van Asja), een lampenfabriek, houtchemiefabriek (gebouwd in 1932) en een fabriek waar constructiematerialen worden gefabriceerd. Ook bevindt zich er een bosbouwbedrijf.

## Demografie
| 1959   | 1970   | 1979   | 1989   | 2002   |
| ------ | ------ | ------ | ------ | ------ |
| 36.500 | 37.400 | 36.100 | 38.646 | 33.926 |

## Onderwijs, cultuur en bezienswaardigheden
In de stad bevindt zich een industrieel instituut en een stedelijk natuurmuseum. In de buurt van Asj bevindt zich de berg Lipovaja (beschermd natuurlijk object). Ten zuidoosten van de stad ligt het skigebied Adzjgardak.